# Absbergové

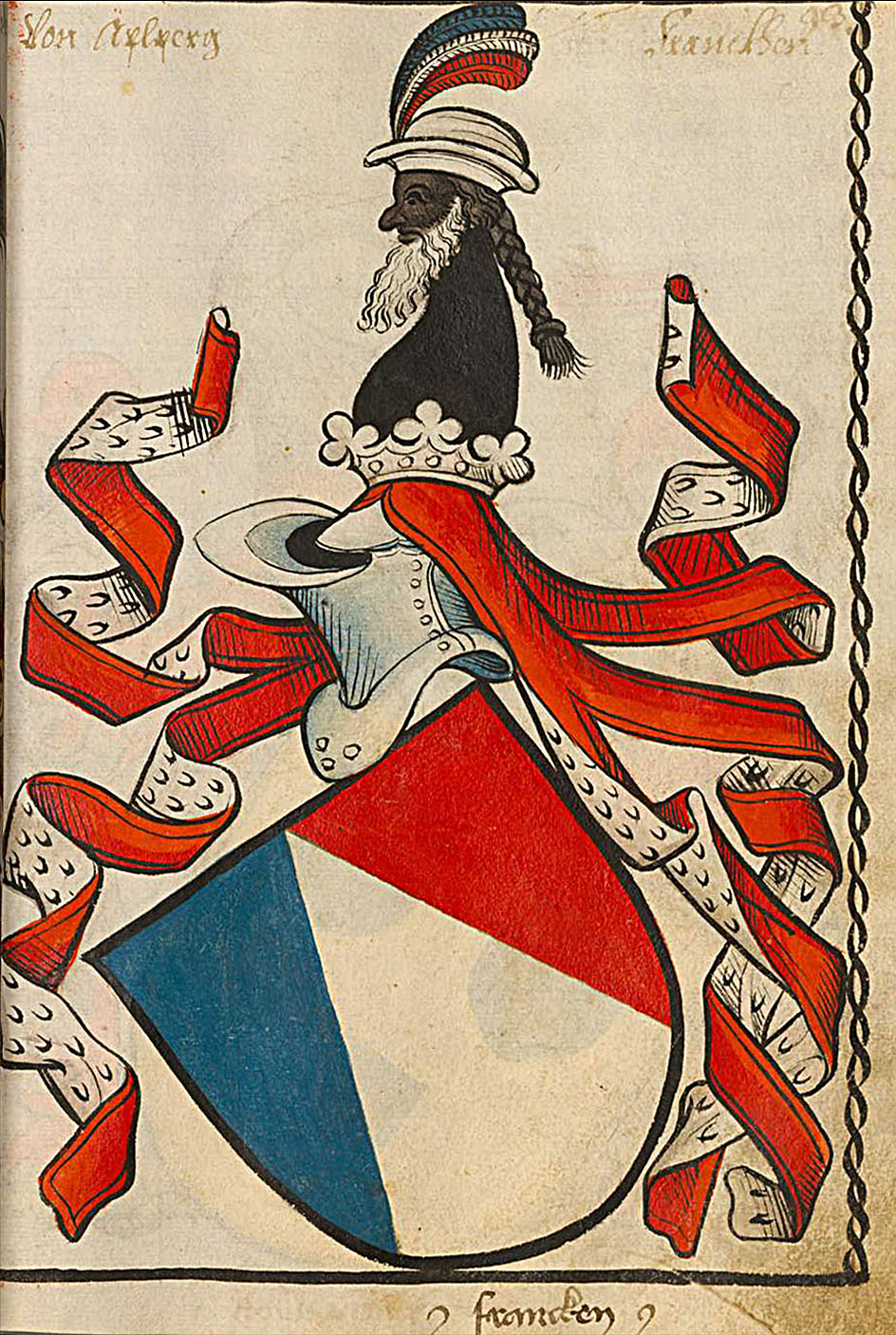
Erb rodu

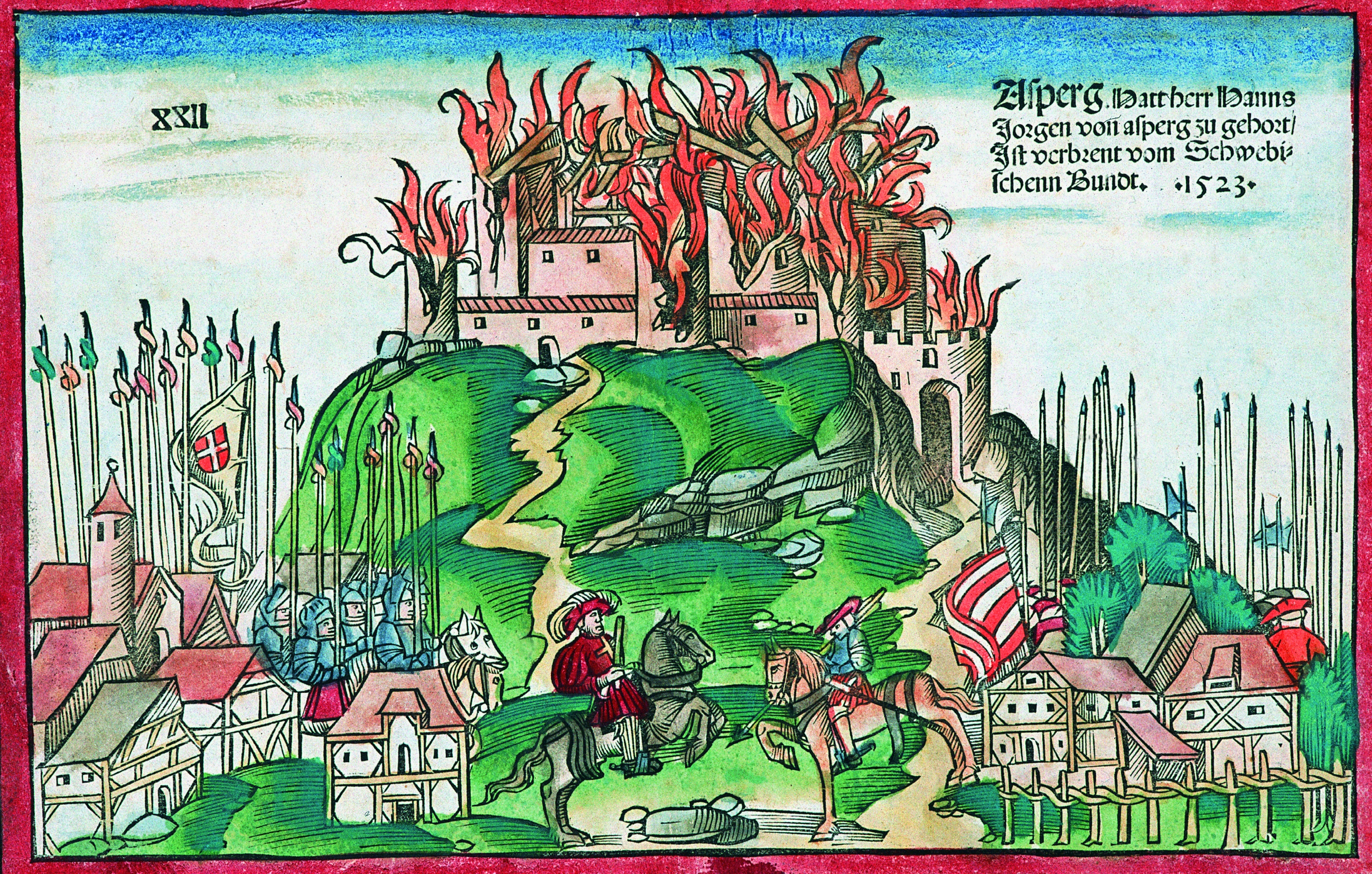
Zničení rodového sídla

Absbergové byl místní šlechtický rod ve Francích.
Jméno rodu je odvozeno od sídla Absberg, které se dnes nachází v okresu Weißenburg-Gunzenhausen ve Středních Francích. Mezi významné členy rodu patří Heinrich IV. von Absberg, řezenský biskup a Thomas von Absberg, loupeživý rytíř, který okrádal bohaté pocestné, královské legáty nebo kupce z Norimberku a Augsburgu. Byl potrestán tak, že roku 1523 Švábská liga zničila hrad, který byl rodovým sídlem, jak je zachyceno na dřevorytu Hanse Wandereisena. Rod vymřel roku 1647.